# Dmitri Lepikov
Dmitri Lepikov (n. 21 aprilie 1972, Leningrad, RSFS Rusă, URSS) este un înotător rus, medaliat olimpic. A participat la o ediție a Jocurilor Olimpice (1992) în care a câștigat o medalie de aur.

## Participări
Lista de mai jos prezintă principalele competiții la care a participat Dmitri Lepikov de-a lungul carierei.
- swimming at the 1992 Summer Olympics – men's 4 × 200 metre freestyle relay[*]